# Yeung Ku-wan
Yeung Ku-wan (19 décembre 1861 - 11 janvier 1901) est un révolutionnaire chinois de la fin de la dynastie Qing. 
En 1890, Yeung a fondé la société littéraire Furen (輔仁 文 社) dans la colonie britannique de Hong Kong pour répandre les idées révolutionnaires contre la dynastie Qing et  établir une république en Chine. Il est devenu le premier président du Xingzhonghui en 1894 et était, avec Sun Yat-sen, à l'origine du soulèvement à Canton (maintenant Guangzhou) en 1895 et à Huizhou en 1900. Le 10 janvier 1901, il est abattu par un agent du gouvernement Qing d'une balle dans la tête et dans la poitrine alors qu'il encadrait des étudiants au deuxième étage de sa maison de Hong Kong avec son jeune enfant assis sur ses genoux. Il décède le lendemain. 

## Source
- (en) Cet article est partiellement ou en totalité issu de l’article de Wikipédia en anglais intitulé « Yeung Ku-wan » (voir la liste des auteurs).